# Mallorquín felanichero
El felanichero es un subdialecto del catalán que es parte del dialecto mallorquín y del bloque oriental del catalán. Se habla en la localidad española de Felanich, así como en la mayoría de las pedanías que conforman el municipio: Porto Colom, s'Horta, Cas Concos d'es Cavaller, Son Mesquida, Son Prohens, Son Valls, Son Negre y es Carritxó. Como todas las variantes dialectales, hay toda una serie de rasgos léxicos, morfológicos y fonético-fonológicos que lo caracterizan, pero, principalmente, el felanichero se caracteriza del resto de hablas mallorquinas por el sistema vocálico, el cual es compartido por otras villas de Mallorca como María de la Salud o San Juan, donde probablemente fue exportado de Felanich en el momento en que se establecieron estas villas.

## Vocalismo

### Vocalismo tónico
El vocalismo del felanichero parte del sistema vocálico del mallorquín general, que en época histórica era compartido por las cuatro islas y por todo el catalán oriental continental: tres vocales posteriores (/u/, /o/ y /ɔ/), tres vocales anteriores (/y/, /e/ y /ɛ/) y dos vocales centrales (/a/ y la neutra /ə/). En Felanich, este sistema se ha modificado y se ha suprimido un elemento, de forma que la /ɔ/ se hace más abierta y un poco más centrada; la /a/, más cerrada y un poco más anterior, y la /ɛ/, más cerrada hasta el punto de converger con /e/. Es así que, en Felanich, se no hace ninguna diferencia entre la e abierta y la e cerrada, y se dice igual Déu y deu (el número 10): ['dew].

Sistema vocálico del felanichero

En cambio, cuando va seguida de /l/ implosiva, /a/ tiene una realización muy posterior que se acerca más bien a /ɔ/: ['ɔltɾə] 'altre', ['dɔlt] 'dalt'.
En términos diacrónicos, se hace difícil de decir cuál de los tres movimientos fue primero: si fue la apertura extrema de la /ɔ/ que provocó una reacción en cadena de la /a/ y la /ɛ/ o si fue la /a/ que se cerró, hecho que provocó que la /ɛ/ también se cerrara y convergiera con /e/, y entonces /ɔ/ se abriera para ocupar el vacío causado por el cierre de /a/. En general, al resto de la isla se observa que /ɔ/ es más bien abierta y /a/ más bien anterior, pero, en cambio, /ɛ/ se muestra muy abierta, al contrario que en Felanich.
De este modo, en Felanich se pronuncia ['pɒɾtə] 'porta', [sɒl] 'sol', de forma que alguien que no está familiarizado con esta habla podría percibir 'parta', 'sal'. Del mismo modo, se pronuncia ['pæstə] 'pasta', [po'zæ] 'posar', así como ['terə] 'terra' o [cə'fe] 'café'.

### Vocalismo átono
El vocalismo del felanichero es el mismo que el del mallorquín general: /a/ y /e/ (recordamos que, en felanichero, no existe /ɛ/) acontecen [ə] en posición átona, pero /ɔ/ y /o/ no pasan a [u], por norma general.
Al contrario, sí que se produce el cierre de /o/ y /ɔ/ en [u] cuando a la sílaba siguiente hay /y/ o /u/: [kumfi'túɾə] 'confitura', [kus'tum] 'costum'. Este fenómeno también se produce en todo el catalán occidental, pero no en Palma de Mallorca ni en la vecina Manacor ni en las villas norteñas de Mallorca.
En Felanich no se realiza la elisión de /ə/ en los finales átonos en /yə/: memòria, gàbia, gràcies, y no memori, gabi, gracis, como es corriente en el resto de la isla.

## Otros rasgos lingüísticos
En Felanich, como en otras poblaciones de la isla como Palma, Pollensa o las vecinas Santañí y Manacor, las consonantes /k/ y /g/ tienen una articulación mucho más avanzada cuando van seguidas de una vocal no posterior, es decir, de [i], [e], [ə] i [a] (hay que recordar que en Felanich la /ɛ/ ha convergido con /e/). Así, casa se pronuncia ['cazə] i gat, ['ɟat].
También destaca alguna pronunciación local, como por ejemplo fermatge 'formatge', y alguna palabra local, la más conocida de las cuales es estiragassó 'pèsol' (guisante).

## Relación con otras hablas
Además de la villa de Felanich, las villas de María de la Salud y San Juan también se caracterizan por la confusión de /e/ y /ɛ/, de forma que Déu y deu (el número 10) se pronuncian igual: ['dew]. A pesar del hecho de que las tres villas no sean limítrofes, parece que se trata de un solo fenómeno, por el hecho de que el establecimiento y colonización de María de la Salud y de San Juan se llevó a cabo, en buena parte, por población de origen felanichero. Esta hipótesis situaría la aparición del fenómeno en un punto tan reculado en el tiempo como el siglo XVI.